# Ehrenvorsitzender
Ein Ehrenvorsitzender (oder Ehrenpräsident) einer politischen Partei, eines Vereins oder eines Verbandes ist eine Person, die sich um die Unterstützung und Förderung in besonderem Maße verdient gemacht hat.
Die Ehrenmitgliedschaft kann an alle genannten Mitglieder sowie an solche natürlichen und juristischen Personen verliehen werden, die sich durch große Leistungen und eine lange Zugehörigkeit ausgezeichnet haben. Der Ehrenvorsitz kann an Vorstandsmitglieder verliehen werden, die sich durch ihren uneigennützigen Einsatz und ihr Engagement für den Verein in ganz besonderer Weise Verdienste erworben haben.
Ehrenmitglieder und Ehrenvorsitzende, die nicht gleichzeitig ordentliche Mitglieder sind, dürfen je nach vorliegender Satzung ohne Stimmrecht an den Vorstandssitzungen (Ehrenvorsitzende) und an den Mitgliederversammlungen teilnehmen. Der Ehrentitel der Ehrenmitgliedschaft bzw. des Ehrenvorsitzes kann nur lebenden Personen mit deren Zustimmung verliehen werden. Sie erlischt spätestens mit dem Tod des Ehrenmitgliedes bzw. des Ehrenvorsitzenden.

## Politische Parteien in Deutschland
Gegenwärtig haben in Deutschland die CSU, die AfD, die FDP und die PARTEI Ehrenvorsitzende:
- CSU: Edmund Stoiber wurde auf dem Parteitag am 29. September 2007 gleich im Anschluss an die Wahl des neuen Parteivorsitzenden Erwin Huber ernannt. Theodor Waigel wurde auf dem Parteitag am 18. Juli 2009 entsprechend geehrt. Auch Horst Seehofer wurde am 19. Januar 2019 unmittelbar nach seiner Ablösung als CSU-Vorsitzender zum Ehrenvorsitzenden ernannt.
- AfD: Alexander Gauland wurde am 1. Dezember 2019 auf dem zehnten Bundesparteitag in Braunschweig, nach der Wahl seines Nachfolgers im Amt des Bundessprechers Tino Chrupalla, zum Ehrenvorsitzenden gewählt.
- FDP: Hermann Otto Solms wurde am 19. September 2020 auf dem Bundesparteitag der FDP zum Ehrenvorsitzenden der Partei gewählt.
- Die PARTEI: Oliver Maria Schmitt ist seit dem Münsteraner Gründungsparteitag 2004 Ehrenvorsitzender.

Ehemals Ehrenvorsitzender einer deutschen Partei waren:
- NSDAP: Anton Drexler, der die DAP und auch deren Nachfolgepartei NSDAP mitbegründet hatte, wurde 1921, als Adolf Hitler zu seinem Nachfolger als Parteivorsitzender gewählt wurde, Ehrenvorsitzender. Er blieb dies bis zum Jahr 1923.
- SPD: Altbundeskanzler Willy Brandt wurde von den Delegierten auf dem außerordentlichen Parteitag am 14. Juni 1987 zum Ehrenvorsitzenden auf Lebenszeit ernannt und blieb dies bis zu seinem Tode im Jahre 1992.[1] Im Februar 1990 wählte ihn auch die damals organisatorisch getrennte Ost-SPD zum Ehrenvorsitzenden.[2][3]
- CDU: Helmut Kohl legte wegen der CDU-Spendenaffäre den CDU-Ehrenvorsitz nieder. Bis zu ihrem Tode Ehrenvorsitzende waren Konrad Adenauer, Jakob Kaiser, Ludwig Erhard und Kurt Georg Kiesinger. 2022 lehnte Angela Merkel den Ehrenvorsitz der CDU ab mit der Begründung, dass das Amt aus der Zeit gefallen sei.[4]
- FDP: Otto Graf Lambsdorff wurde 1993 zum Ehrenvorsitzenden und blieb es bis zu seinem Tod 2009. Walter Scheel war von 1979 bis zu seinem Tod 2016, Hans-Dietrich Genscher von 1992 bis zu seinem Tod 2016 Ehrenvorsitzender seiner Partei.
- PDS: Ex-DDR-Ministerpräsident Hans Modrow war von Februar 1990 bis zur PDS-Auflösung am 15. Juni 2007 PDS-Ehrenvorsitzender.
- DVU: In der DVU wurde Fritz von Randow 1995 Ehrenvorsitzender und blieb dies bis zu seinem Tod.

## Belege
1. ↑  Bundeskanzler-Willy-Brandt-Stiftung: Bedeutende Reden Willy Brandts, abgerufen am 27. Dezember 2023.
2. ↑  22. Februar 1990. In: www.chronik-der-mauer.de. Abgerufen am 25. Februar 2025.
3. ↑  Gunter Hofmann: Großer Bruder als Patron (Seite 2/6). In: www.zeit.de. 2. März 1990, abgerufen am 25. Februar 2025.
4. ↑  tagesschau.de: Merkel verzichtet auf CDU-Ehrenvorsitz. Abgerufen am 10. September 2022.